# Hualahuises
Hualahuises – miasto w Meksyku, w stanie Nuevo León. Siedziba gminy o tej samej nazwie. W 2010 roku miasto zamieszkiwało 5398 mieszkańców.